# Scelophysa
Scelophysa är ett släkte av skalbaggar. Scelophysa ingår i familjen Melolonthidae.
Kladogram enligt Catalogue of Life:
| Scelophysa | \| \| Scelophysa capensis \| \| \| \| \| \| Scelophysa colvillei \| \| \| \| \| \| Scelophysa endroedyyougai \| \| \| \| \| \| Scelophysa militaris \| \| \| \| \| \| Scelophysa pickeri \| \| \| \| \| \| Scelophysa pruinosa \| \| \| \| \| \| Scelophysa scheffoldi \| \| \| \| \| \| Scelophysa schoenherri \| \| \| \| \| \| Scelophysa steineri \| \| \| \| \| \| Scelophysa strandfonteinensis \| \| \| \| \| \| Scelophysa trimeni \| \| \| \| \| \| Scelophysa ulrichi \| \| \| \| |
|            | \| \| Scelophysa capensis \| \| \| \| \| \| Scelophysa colvillei \| \| \| \| \| \| Scelophysa endroedyyougai \| \| \| \| \| \| Scelophysa militaris \| \| \| \| \| \| Scelophysa pickeri \| \| \| \| \| \| Scelophysa pruinosa \| \| \| \| \| \| Scelophysa scheffoldi \| \| \| \| \| \| Scelophysa schoenherri \| \| \| \| \| \| Scelophysa steineri \| \| \| \| \| \| Scelophysa strandfonteinensis \| \| \| \| \| \| Scelophysa trimeni \| \| \| \| \| \| Scelophysa ulrichi \| \| \| \| |
|            | Scelophysa capensis |
|            | |
|            | Scelophysa colvillei |
|            | |
|            | Scelophysa endroedyyougai |
|            | |
|            | Scelophysa militaris |
|            | |
|            | Scelophysa pickeri |
|            | |
|            | Scelophysa pruinosa |
|            | |
|            | Scelophysa scheffoldi |
|            | |
|            | Scelophysa schoenherri |
|            | |
|            | Scelophysa steineri |
|            | |
|            | Scelophysa strandfonteinensis |
|            | |
|            | Scelophysa trimeni |
|            | |
|            | Scelophysa ulrichi |
|            | |